# Hugo Stähle
Johann Hugo Christoph Ludwig Herkules Staehle ou Stähle est un compositeur allemand, né à Fulda le 21 juin 1826 et décédé à Cassel le 29 mars 1848.

## Biographie
Stähle étudie le piano et le violon avec Wilhelm Deichert, un élève de Louis Spohr. À partir de 1839, il travaille avec Moritz Hauptmann, puis avec Spohr. Celui-ci soutint son élève durant plusieurs années en créant plusieurs de ses œuvres.
Durant les hivers de 1843-1844 et 1844-1845, Stähle fréquente le conservatoire de Leipzig où il prend des cours avec Ferdinand David, Moritz Hauptmann et avec le pianiste Louis Plaidy. Il lie connaissance avec Richard Wagner, Clara et Robert Schumann ainsi qu’avec Niels Wilhelm Gade.
De retour à Cassel, il entre comme altiste dans la chapelle municipale. Atteint de méningite, il meurt à l’âge de 21 ans.

## Œuvres
Étant donné sa mort prématurée, Stähle a peu composé. Ses œuvres, en particulier son opéra Arria, sa symphonie dont le finale est « à couper le souffle », ses lieder et surtout son quatuor avec piano, révèlent néanmoins un compositeur doué.
Son ouverture pour orchestre, qu’il écrit à l’âge de 16 ans, « fut exécutée à Cassel avec succès en 1844. L’année suivante, sa première symphonie reçoit le même accueil et, en 1847, il fait représenter son opéra Arria dans lequel on remarque de l’originalité ainsi qu’un bon sentiment dramatique », écrit François-Joseph Fétis qui juge Stähle comme un « compositeur de beaucoup d’espérances »...
- Scherzo en la mineur pour quatuor à cordes
- Ouverture pour orchestre en mi mineur (1842)
- Psaume 130 pour soli, chœur & piano (1841)
- Psaume 51 pour 2 chœurs à voix mixte & orgue (1842)
- Psaume 24 pour soli, chœur & orchestre (1842-1843)
- Symphonie en ut mineur (1844)
- Arria, grand opéra historico-héroïque en 3 actes (1845-1846)
- Quatuor avec piano en la majeur, op. 1 (1847)
- 6 Lieder pour voix aigüe et piano, op. 2 (éd. 1848)
- 6 Feuillets d’album pour piano, op. 3 (1847)
- 3 Scherzi pour piano, op. 4 (éd. 1848)
- 6 Lieder pour baryton et piano, op. 5 (éd. 1848)

## Enregistrement
- Sterling CDS 1046-2 : Symphonie en ut mineur, Orchester des Staatstheaters Kassel, dir. Marc Piollet (durée : 40 min 30 s – enregistrement 2001)

## Divers
En 2008 a eu lieu le 3e Festival international pour jeunes pianistes « Hugo Staehle ».